# 1932 en Inde
Chronologie de l'Inde
- 1928
- 1929
- 1930
- 1931
- 1932
- 1933
- 1934
- 1935
- 1936

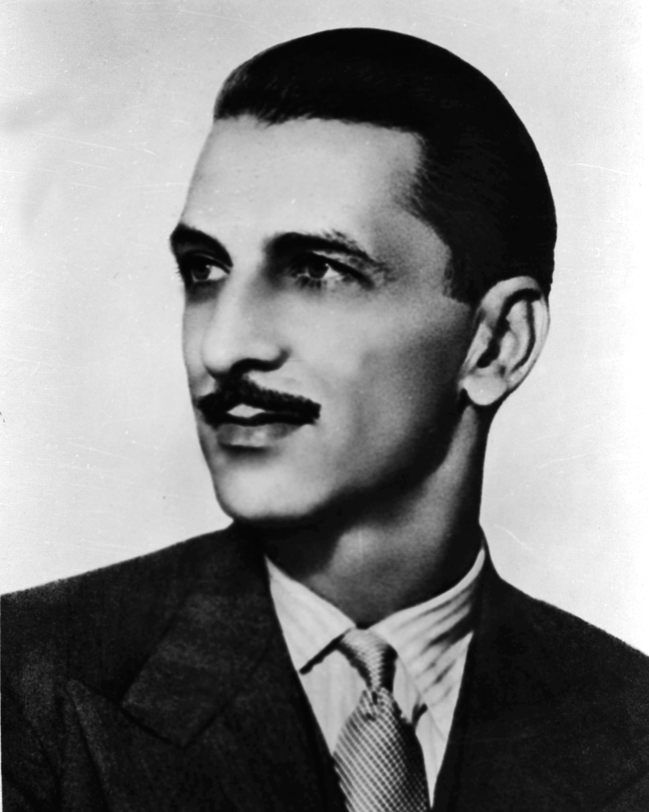
Jehangir Ratanji Dadabhai Tata, pionnier de l'aviation indienne, réalise le premier vol civil dans son pays (15 octobre).

Cette page concerne les évènements survenus en 1932 en Inde  :

## Évènement
- Troisième campagne de désobéissance civile .
- De 1930 à 1932 : Round Table Conference.
- 3 janvier : Les britanniques arrêtent le Mahatma Gandhi et Vallabhbhai Patel.
- 15 octobre : Jehangir Ratanji Dadabhai Tata vol de Karachi à Bombay, via Ahmedabad, atterrissant sur une piste en herbe à Juhu, ouvrant la voie à l'aviation civile en Inde.
- 24 octobre : Début de la grève du Madras and Southern Mahratta Railway (fin le 8 janvier 1933).
- 8 avril : Loi indienne sur les partenariats (en)
- 20 septembre : Le Mahatma Gandhi entame une grève de la faim à la prison de Poona.
- 24 septembre : Pacte Poona (en)

## Cinéma
Sorties de film :
- Agnikankan: Branded Oath (en)
- Bhakta Prahlada
- Heer Ranjha (en)
- Maya Machhindra (en)
- Mohabbat Ke Ansu (en)
- Subah Ka Sitara (en)
- Zinda Lash (en)

## Littérature
- Karmabhoomi (en), roman de Munshi Premchand.

## Sport
- L'équipe indienne de hockey sur gazon remporte le titre aux Jeux olympiques d'été de Los Angeles.

## Création
- Code pénal Ranbir (en), applicable dans l'État princier de Jammu-et-Cachemire.
- Communal Award (en), ou Prix MacDonald, qui favorise, lors des élections, les minorités au détriment des Hindous, ce qui provoque la consternation et la colère de Gandhi.
- Force aérienne indienne